# 韓国の囲碁棋士一覧
本項では、韓国の囲碁棋士一覧を記載する。

## 九段

### 1980年-
- 曺薫鉉 チョ・フンヒョン そう・くんげん（1982年）瀬越憲作名誉九段門下 世界戦優勝11回
- 金寅 キム・イン（1983年）国手戦6連覇
- 徐奉洙 ソ・ボンス（1986年）応昌期杯世界プロ囲碁選手権戦優勝
- 徐能旭 ソ・ヌンウク（1990年）KBS杯棋王戦準優勝3回
- 張秀英 チャン・スヨン（1992年）最高位戦他棋戦準優勝10回
- 金秀壮 キム・スジャン（1993年）
- 梁宰豪 ヤン・ジェホ（1994年）東洋証券杯優勝
- 白成豪 ベク・ソンホ（1995年）

### 1996年
- 姜勲 カン・フン バッカス杯戦優勝
- 劉昌赫 ユ・チャンヒョク りゅう・しょうかく 世界棋戦優勝6回
- 李昌鎬 イ・チャンホ 曺薫鉉門下 世界棋戦優勝21回

### 1997年-
- 鄭壽鉉 ジョン・スヒョン（1997年） 明智大学教授
- 金日煥 キム・イルファン（1998年）
- 盧永夏 ノ・ヨンハ、（1999年）
- 崔珪昞 チェ・キュビョン（1999年）最強戦優勝
- 趙大賢（朝鮮語版） ジョ・デヒョン（2001年）

### 2003年
- 李世乭 イ・セドル 世界戦優勝18回
- 許壮会 ホ・ジャンフェ　囲碁道場主宰
- 黄元俊（朝鮮語版） ファン・ウォンジュン

### 2004年
- 金成龍 キム・ソンリョン　中王戦優勝
- 朴永訓 パク・ヨンフン　世界棋戦優勝3回
- 尹盛鉉 ユン・ソンヒョン
- 崔明勲 チェ・ミョンフン LG杯プロ棋戦優勝、世界富士通杯準優勝
- 崔哲瀚 チェ・チョルハン 応昌期杯世界戦優勝

### 2005年
- 姜晩寓（朝鮮語版） ガン・マンオ、
- 金東燁（朝鮮語版） キム・ドンヨプ
- 金承俊 キム・スンジュン 三星火災杯世界戦ベスト4
- 睦鎮碩 モク・チンソク LG杯世界棋王戦準優勝
- 安祚永 アン・チォヨン 圓益杯十段戦優勝
- 呉圭喆 オ・キュチョル
- 李相勲 イ・サンフン KBS杯棋王戦準優勝
- 李洪烈（朝鮮語版） イ・ホンヨル
- 鄭大相（朝鮮語版）

### 2006年
- 朴正祥 パク・ジョンサン 世界富士通杯優勝
- 梁相國（朝鮮語版） ヤン・サングク
- 劉丙虎（朝鮮語版） ユ・ビョンホ
- 趙漢乗 チョ・ハンスン 国手戦3連覇

### 2007年
- 文明根（朝鮮語版） ムン・ミョングン
- 元晟溱 ウォン・ソンジン 三星火災杯世界戦優勝
- 尹炫晳（朝鮮語版） ユン・ヒョンソク

### 2008年
- 姜東潤 カン・ドンユン 富士通杯・LG杯優勝
- 金榮桓 キム・ヨンファン 東洋証券杯世界戦ベスト4
- 朴鋕恩 パク・ジウン 女性
- 宋泰坤 ソン・テコン 富士通杯準優勝

### 2009年
- 金東勉（朝鮮語版） キム・ドンミョン
- 李聖宰 イ・ソンジェ 三星火災杯世界オープン戦ベスト8

### 2010年
- 金主鎬 キム・ジュホ
- 柳才馨 リュ・ジェヒョン
- 朴廷桓 パク・ジョンファン 富士通杯・LG杯優勝　韓国囲碁棋士ランキング1位（2013-16年）
- 梁建（朝鮮語版）
- 趙惠連 チョ・ヘヨン 女性

### 2011年
- 金榮三（朝鮮語版）
- 白洪淅 ベク・ホンソク BCカード杯世界囲碁選手権優勝
- 尹畯相 ユン・ジュンサン 国手
- 李映九 イ・ヨウング 物価情報杯優勝
- 李熙星（朝鮮語版） イ・ヒソン
- 許映皓 ホ・ヨンホ 三星火災杯準優勝

### 2012年
- 姜至省（朝鮮語版） ガン・ジソン
- 朴振悦（朝鮮語版） パク・ジンヨル
- 安達勲（朝鮮語版） アン・ダルフン
- 千豊祚（朝鮮語版） チョン・プンジョ

### 2013年
- 洪性志 ホン・ソンジ 物価情報杯優勝
- 金志錫 キム・ジソク 三星火災杯世界戦優勝

### 2014年
- 李廷宇（朝鮮語版） イ・ジョンウ
- 韓鐘振（朝鮮語版） ハン・ジョンジン
- 朴炳奎（朝鮮語版） バク・ビョンギュ
- 白大鉉 ベク・デヒョン

### 2015年
- 高根台 ゴ・グンデ バッカス杯天元戦優勝
- 洪旼杓 ホン・ミンピョ LG杯世界棋王戦ベスト4
- 李相勲 イ・サンフン
- 金徳奎（朝鮮語版） キム・ドクギュ

### 2016年
- 安官旭（朝鮮語版） アン・グァンウク

## 引退棋士
- 趙南哲 チョ・ナムチョル ちょう・なんてつ 木谷實門下 国手戦9連覇
- 姜哲民 カン・チョルミン 最高位2回
- 尹奇鉉 ユン・キヒョン 木谷實門下 国手2回
- 河燦錫 ハ・チャンソク/河本正夫 木谷實門下 国手2連覇
- 金熙中 キム・ヒジュン 棋王戦優勝2回